# 八步街道
八步街道，是中华人民共和国广西壮族自治区贺州市八步区下辖的一个乡镇级行政单位。

## 行政区划
八步街道下辖以下地区：
新兴社区、新宁社区、西约社区、光明社区、合面狮电厂生活社区、拱桥村和三加村。